# Miguel Company Martorell
Miguel Company Martorell (Barcelona, 1931-2006) fue un deportista y dirigente deportivo español. Regatista del Real Club Marítimo de Barcelona, Club Náutico El Masnou y del Club Náutico de Vilasar de Mar, compitió en las clases Vaurien, Finn y crucero, pero destacó por su faceta directiva en importantes cargos de la vela.
Comenzó practicando el hockey sobre hierba, siendo varias veces internacional, antes de comenzar a navegar en la clase Vaurien con su barco, el "Farol Rojo". Fue capitán de la flota en su club y, posteriormente, Secretario Internacional de la clase Vaurien y presidente de la Federación Catalana de Vela (1969-1971) antes de acceder a la presidencia de la Real Federación Española de Vela en 1971. Permaneció en la presidencia hasta 1984 y llevó a cabo un cambio sustancial en la gestión deportiva de la Federación, sobre la que se cimentó el vertiginoso ascenso de la Vela española en el panorama internacional. Incorporó a regatistas destacados como Alejandro Abascal, José María Benavides y Antonio Gorostegui, al tiempo que contrataba al belga Paul Maes (campeón del mundo de las clases Europe, Vaurien y 470) como responsable técnico de la Federación. Concentró a los mejores regatistas de la época en la Residencia Joaquín Blume de Esplugas de Llobregat, desde donde acudían a entrenar a la Escuela Nacional de Vela de Palamós.
Los resultados llegaron en los Juegos Olímpicos de Montreal 1976: La tripulación de 470 formada por Antonio Gorostegui y Pedro Millet consiguió la medalla de plata. En Moscú 1980 fueron Alejandro Abascal y Miguel Noguer, en Flying Dutchman, los que se llevaron el primer oro del deporte español en unos Juegos Olímpicos de Verano. Y ya en Los Ángeles 1984, Luis Doreste y Roberto Molina repitieron oro en la clase 470.
A nivel profesional, fue presidente de la Asociación de Industrias Náuticas (ADIN).